# Рябка
Ря́бка — река в России, протекает в Ковылкинском и Краснослободском районах Мордовии. Устье реки находится в 360 км по правому берегу реки Мокша. Длина реки составляет 33 км, площадь водосборного бассейна — 183 км².
Исток реки южнее села Новая Самаевка в 22 км к северо-востоку от райцентра, города Ковылкино. Река течёт на северо-запад, верхнее течение находится в Ковылкинском районе, нижнее — в Краснослободском. Река протекает сёла Новая Самаевка, Новая Толковка, Новое Лепьево, Мамолаево (Ковылкинский район); Шапкино и Старая Рябка (Краснослободский район). В нижнем течении входит в низменный, частично заболоченный лес Краснослободская дача, лежащий в пойме Мокши. Впадает в Мокшу в 6 км южнее Краснослободска.

## Данные водного реестра
По данным государственного водного реестра России относится к Окскому бассейновому округу, водохозяйственный участок реки — Мокша от истока до водомерного поста города Темников, речной подбассейн реки — Мокша. Речной бассейн реки — Ока.
Код объекта в государственном водном реестре — 09010200112110000027599.